# Formación Maevarano

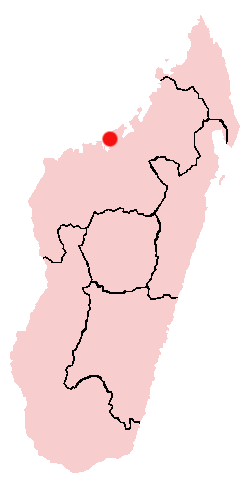
Afloramiento de la Formación Maevarano en Madagascar.

La formación Maevarano es una formación de rocas sedimentarias del Cretácico superior situado en la provincia de Mahajanga, en el noroeste de Madagascar. De edad Maastrichtiense, consiste en sedimentos de un ambiente fluvial semiárido y estacional, cuyos ríos poseían una tasa de descarga muy variable. Es un yacimiento paleontológico, con fósiles como el dinosaurio terópodo Majungasaurus, el saurópodo Rapetosaurus, la rana gigante Beelzebufo o las aves primitivas Rahonavis y Vorona.

## Descripción

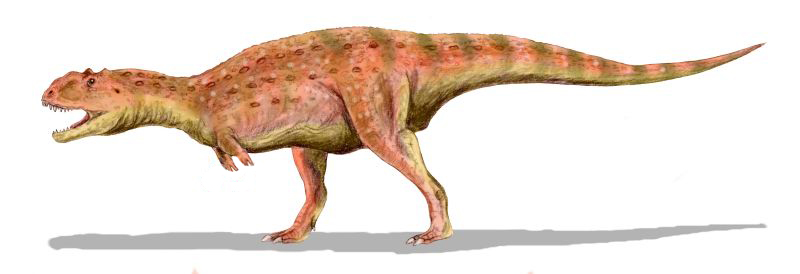
Majungasaurus crenatissimus, depredador presente en la Formación Maevarano.

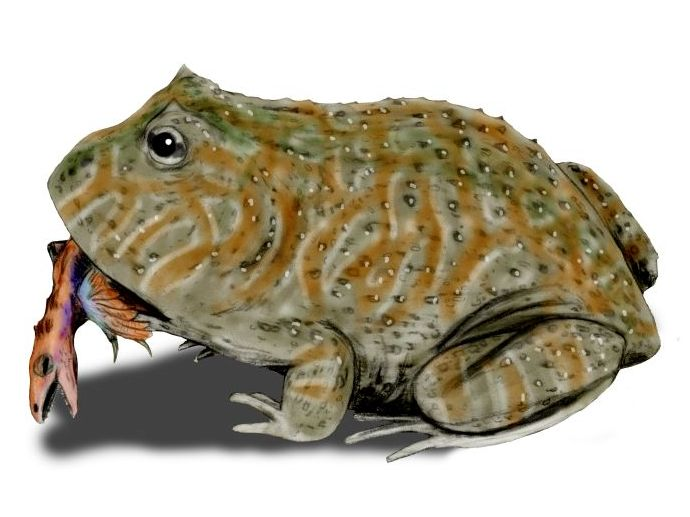
Beelzebufo.

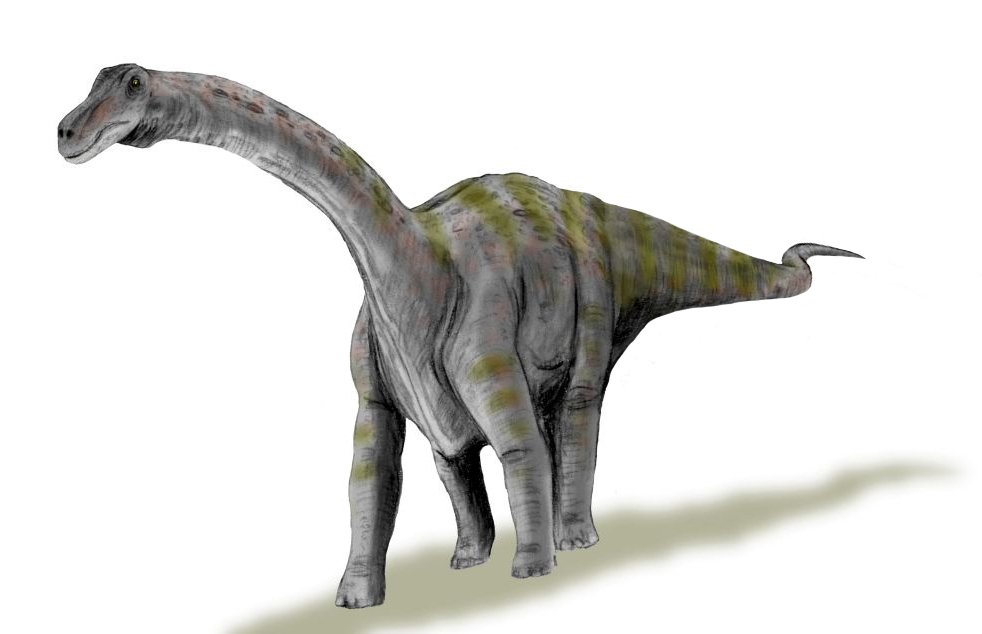
Rapetosaurus

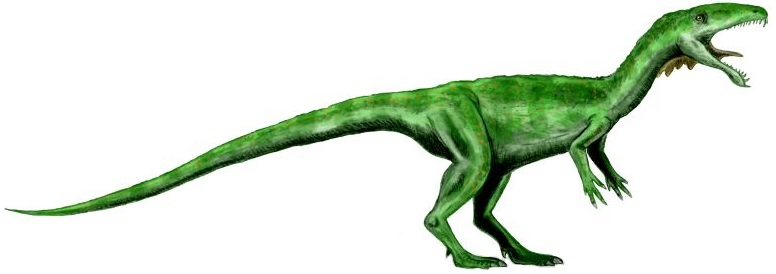
Masiakasaurus

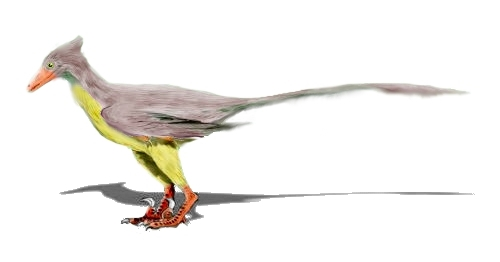
Rahonavis

La Formación Maevarano está bien representada en la cuenca de Mahajanga, sobre todo cerca del pueblo de Berivotra, cerca de la costa noroeste, donde la erosión ha puesto al descubierto una gran cantidad de afloramientos. Su latitud en el momento del depósito del sedimento era entre 30°S y 25°S.
La formación la componen 3 miembros:
- Miembro Masorobe: corresponde a la parte inferior de la formación. Presenta normalmente un color rojizo, con una potencia de unos 80 metros. Lo forman un conjunto de areniscas mal seleccionadas, con algún nivel de grano más fino. El contacto con el siguiente miembro de la formación es una discordancia erosiva.
- Miembro Anembalemba: Areniscas con estratificación cruzada. A muro presenta color gris claro o blanquecino, y a techo el color es gris oliva. Es a techo de este miembro donde aparecen la mayor cantidad de fósiles de vertebrados.
- Miembro Miadana: No aparece siempre, y alcanza un espesor de unos 25 metros.

La edad de la formación ha sido objeto de debate. La formación Berivotra, que es parcialmente contemporánea de la parte alta de la formación Maevarano, es de edad Maastrichtiense. No hay evidencias de que la edad sea Campaniense, a pesar de trabajos anteriores que así lo afirmaban.

## Fauna
Los restos fósiles encontrados incluyen ranas (como Beelzebufo ampinga), tortugas, serpientes, lagartos, al menos siete especies de crocodyliformes (incluyendo especies de Mahajangasuchus y Trematochampsa), el terópodo abelisaurido Majungasaurus, el noasáurido Masiakasaurus, dos clases de titanosaurios (Rapetosaurus y Vahiny
), y al menos 5 tipos de aves muy parecidas a dinosaurios, incluyendo Rahonavis. Majungasaurus, con sus 5,7-8 metros de largo fue el depredador terrestre principal. Los crocodyliformes fueron muy abundantes y diversos.